# 上海浦东国际机场
上海浦东国际机场位于中国上海市浦东新区祝桥镇的滨海地带，与上海虹桥国际机场並列为上海对外的两大机场。规划占地45.66平方千米，现有占地面积约37.8平方千米，距市中心约30千米，由上海机场集团进行经营管理。作为上海最主要的对外口岸，浦东机场承担了往来于上海乃至周边城市的绝大部分国际航班和大部分港澳台航班的起降，也有部分内地境内航班在此运营。而上海市另一机场上海虹桥国际机场则以中国内地境内航线为主。
2017年，浦东国际机场旅客吞吐量7000万人次，2019年突破7615万人次，仅次于北京首都国际机场，位于全球第八。货邮吞吐量362.42万吨，位列中国大陆第一，世界第三。飞机起降58万架次。2017年出入境人数达3500万人次。
2024年全年，浦东国际机场旅客吞吐量7679.8万人次，较2023年5435.1万人次增长41.3%，超越广州白云国际机场，位列中国第一。货邮吞吐量377万吨，同比增长9.6%，继续保持中国第一。国际航空货物吞吐量为302万吨，同比增长17.5%，在国内机场中保持领先地位。

## 历史
- 1997年10月，上海浦东国际机场一期工程建设全面开工。
- 1999年9月16日，上海浦东国际机场正式通航投入使用[7][8]。
- 1999年10月20日，浦东机场开始起降国际航班[9]，全日空、汉莎航空、西北航空和土耳其航空成为首批使用浦东机场的外国航空公司[10]。同年11月2日，德国总理格哈特·施罗德的专机成为第一架使用浦东机场的国宾专机。[11]
- 2002年10月27日，所有在虹桥机场起降的国际、港澳航班迁至浦东机场[12]。
- 2002年，上海浦东国际机场年旅客吞吐量首次突破1000万人次。由于浦东机场仅凭一条跑道每日却有超过800架次航班起降，接纳的航班数量饱和，因此自2003年11月起，部分飞往山东半岛的航班改回虹桥机场起降直至第二跑道完工[13]。
- 2004年，上海浦东国际机场年旅客吞吐量首次突破2000万人次。
- 2005年3月17日，上海浦东国际机场第二跑道（16/34）正式投入使用[14]。
- 2007年12月20日，上海浦东国际机场第二航站楼工程通过竣工验收。
- 2008年3月26日，上海浦东国际机场第二航站楼和货运中心正式投入使用。
- 2008年2月19日，上海浦东国际机场第三跑道（17R/35L）试飞成功，并于3月13日正式投入使用[15]。该跑道为主要用于降落，但停靠在3W货机坪的重型航空器可以申请使用该跑道起飞。第一跑道（17L/35R）则主要用于起飞。
- 2009年，上海浦东国际机场年旅客吞吐量首次突破3000万人次。
- 2009年8月，中央人民政府正式批准设立上海浦东机场综合保税区，区内实行与洋山保税港区相同的海关特殊监管等各项政策，其中包括营业税等方面的一系列优惠[16]。
- 2010年，上海浦东国际机场年旅客吞吐量首次突破4000万人次。
- 2013年1月1日起，上海浦东国际机场对45国公民实行72小时过境免签证政策。
- 2013年8月22日，国务院正式批准设立中国（上海）自由贸易试验区。试验区范围涵盖上海浦东机场综合保税区。
- 2014年12月19日，上海浦东国际机场年旅客吞吐量首次突破5000万人次。浦东机场由此正進入5000万人次世界超大型枢纽机场行列[17]。
- 2015年3月28日，上海浦东国际机场第四跑道（16L/34R）正式投入使用。
- 2015年浦东机场吞吐量突破6000万人次。
- 2017年浦东机场吞吐量突破7000万人次。
- 2018年3月1日，上海浦东国际机场34L跑道Ⅲ类仪表着陆系统（ILS）的正式投用，成为中国内地首家具有Ⅲ类ILS运行保障能力的民用机场[18]。
- 2019年9月16日，南衛星廳與配套捷運建成啟用[19]。
- 2019年，浦东机场全年客运吞吐量7600万人次[20]。
- 2020年1月，武汉市爆发2019冠狀病毒病疫情。浦东机场于1月28日起对所有抵沪航班的旅客进行测温[21]。2月2日起，推出填报健康登记应用，要求所有国内进港旅客到达以后填写[22]。随着境外疫情发展，浦东机场于2月底对境外入境旅客实施“120模式”：即对于有明确症状旅客启动直接由等候在机坪的120车辆转运至指定医疗机构[23]；3月12日起实施“130模式”：对于被海关甄别为“对症状不明显但有旅居史、风险较大”的入境旅客，则需通过大巴转运至指定隔离点实施医学观察[24]。3月28日起，对所有入境乘客实施集中隔离14天的政策；但目的地为江苏、浙江和安徽的乘客，由三省派驻工作组到上海浦东国际机场闭环送至目的地隔离[25][26]。
- 2020年8月7日，浦东机场建成“移动式核酸检测方舱实验室”。实验室为标准集装箱尺寸，可支持在浦东机场开展随到随检并化验结果，节省入境旅客的检测时间[27]。
- 2021年9月29日起，浦东机场T1航站楼国际航班除东、上航国际、港澳台地区出港航班仍在此楼运营外，其余所有进出港国际客运航班均调整至T2航站楼[28]。
- 2022年1月4日，浦东机场四期扩建工程开工。[29]
- 2022年3月上海市出现2019冠状病毒病本土聚集性疫情。为缓解上海市疫情防控压力，部分上海入境国际客运航班——涉及国航、东航、上海航、吉祥航、春秋航等5家航空公司22条航线共计106班——入境点自3月21日至5月1日期间由浦东机场调至成都、大连、福州、杭州、济南、昆明、南昌、宁波、厦门、太原、长沙、重庆等12个口岸机场[30]。5月执行的入境国际客运航班仍继续执行分流计划[31]。
- 2023年1月7日，配合新型冠状病毒感染自1月8日起实施“乙类乙管”，浦东机场连夜拆除原先入境旅客闭环转运的防疫围挡，逐步恢复旅客动线上原有的标志标识，以及商业、餐饮、公共交通等服务设施。1月8日起，上海浦东国际机场的国际客运航班相关调控措施取消，恢复至疫情前原入境旅客到港流程。[32]当天早上6时31分，由奥克兰始发的新西兰航空NZ289号航班抵达上海浦东国际机场，这是新冠病毒感染由“乙类甲管”调整为“乙类乙管”后，从上海浦东国际机场入境的首个国际航班。[33]疫情期间临时转至2号航站楼运营的航司则于2023年2月28日起回到1号航站楼运营[34]。

## 机场设施

### 跑道
- 第一跑道（17L/35R）：1999年9月建成，同T1一起投入使用，平行建于T1的西侧，长4000米、宽60米，两侧道肩各宽1.5米，设有2条长4000米，宽29米，两侧道肩各宽7.5米的平行滑行道，4条联络道和6条快速出口滑行道。跑道主、次降方向均设Ⅱ类精密进近助航灯光系统，并按Ⅲ类精密进近要求预留。
- 第二跑道（16R/34L）：2005年3月建成，等级指标4F，位于T2东侧，第一跑道东侧2260米，与其平行，长3800米、宽60米，北端与第一跑道北端向南错开1000米。配套有西侧2条平行滑行道、跑滑之间6条垂直联络道（2条端联络道、2条旁通联络道），2条与第一跑道联通的东西向联络滑行道、快递机坪及通向平行滑行道的联络道、预留二跑道东侧三个通向规划第四跑道的道口。二跑道南段设置Ⅲ类进近灯光系统，北端设置Ⅱ类进近灯光系统[18]。
- 第三跑道（17R/35L）：2008年3月建成，平行建于第一跑道西侧，与第一跑道南端对齐，间距460米，长3400米、宽60米，设东西两侧各6条快速脱离道。第三跑道助航灯光按双向I类设置。
- 第四跑道（16L/34R）：2015年3月建成，平行建于第二跑道東侧，与第二跑道南端对齐，间距460米，长3800米、宽60米，于2015年四月投入使用。
- 第五跑道（15/33）：已建成但尚未开放，平行建于第四跑道東侧1750米处，长3400米、宽45米，為一條填海造陸的跑道[35]。运行等级为4E级，可供除A380外的所有飞机起降[36]，预计中国商飞作为试飞跑道独家使用。而在通往該跑道的滑行道上，另有一條滑行道支路接駁中國商飛浦東廠房，可供浦東生產線完成組裝的飛機進場測試。

靠近航站楼的17L/35R与16R/34L号跑道主要用于离港；远离航站楼的17R/35L与16L/34R号跑道主要用于进港。第一三、第二四跑道实施独立平行仪表进近模式。

### 航站楼
上海浦东国际机场设有两座航站楼T1和T2。在两座航站楼间中转的旅客可利用三条连廊往返，连廊长400公尺，设有6段自动步道，步行时间约需15分钟。两座航站楼间另设有10分钟一班的短途巴士，巴士站分别在一号航站楼出发层的1号门（国内）、8号门（国际）和二号航站楼的27号门（国内）、23号门（国际）。

#### 第一航站楼（T1）
第一航站楼（T1）于1997年10月全面开工，1999年9月建成通航，由保罗·安德鲁设计。建筑主体由主楼和候机长廊两大部分组成，均为三层结构，由两条信道连接，面积达27.8万平米。其中主楼长402米、宽128米；候机长廊长1374米、宽37米，设有登机桥28座。T1航站楼屋顶四片由蓝色弧形的钢结构屋盖覆盖，分别覆盖主楼上落客区、主楼办票大厅、主楼商场、和登机长廊，体现了振翅欲飞的海鸥的设计意向。屋盖设有多个深蓝色金属穿孔板吊顶，并开1.2米×1.2米方形天窗，悬挂连接预应力钢索梁的白色支撑腹杆，被称为“张弦梁”结构，为其首次在中国运用；而且蓝白两色对比也形成了“天穹”的意向。
T1到达层到港行李输送带13条；候机楼内的商业餐饮设施和其它出租服务设施面积达6万平米。T1航站楼于2012年末开始进行中转优化，航站楼扩建等改造工程。工程于2016年1月投入使用，极大提高了中国东方航空及其他天合联盟成员航司间航班的中转效率。
T1建有80万平米的机坪、有76个机位，货运库面积达5万平米，同时，装备有导航、通讯、监视、气象和后勤保障等系统，能提供24小时全天候服务。

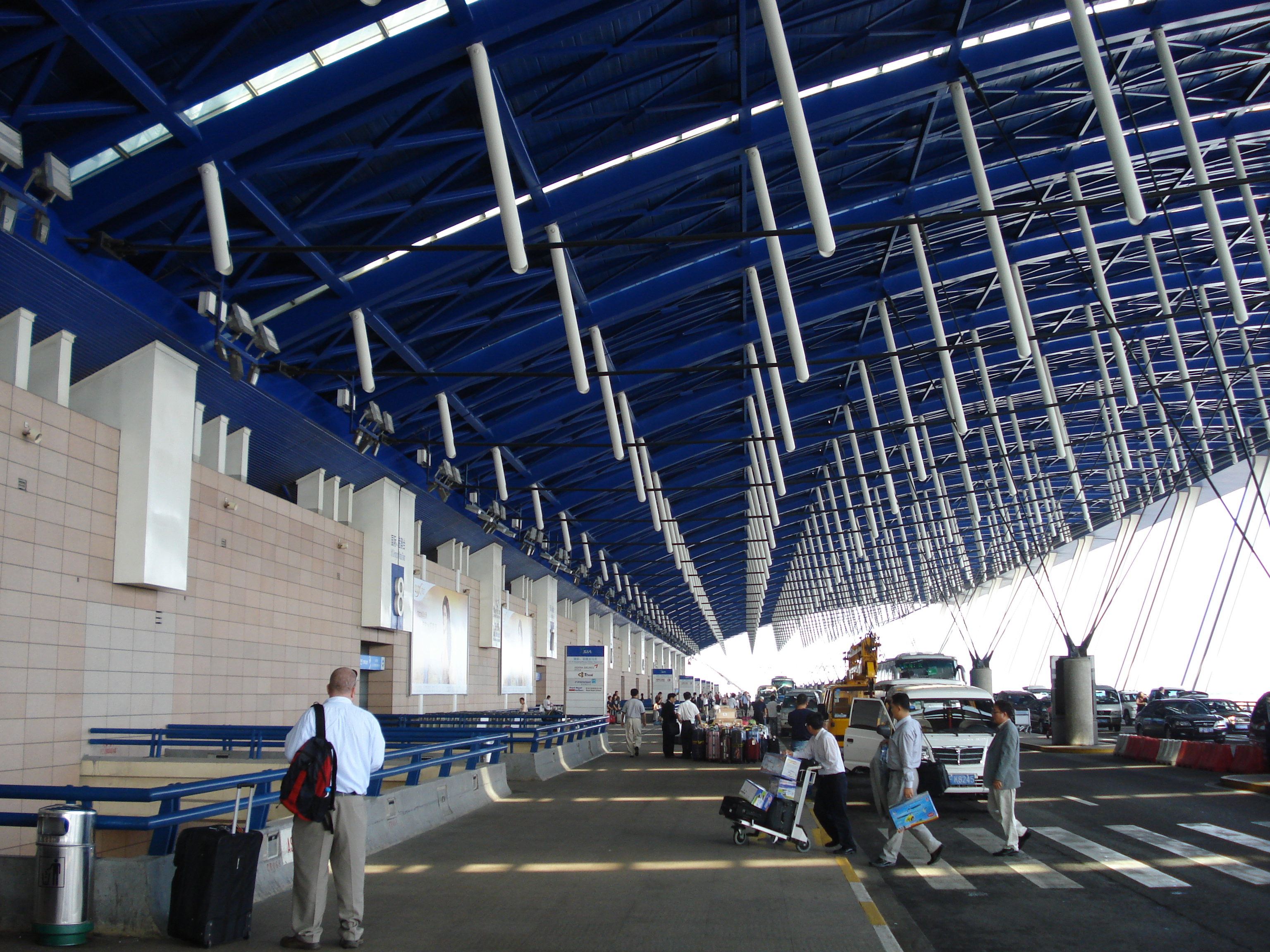
送客平台
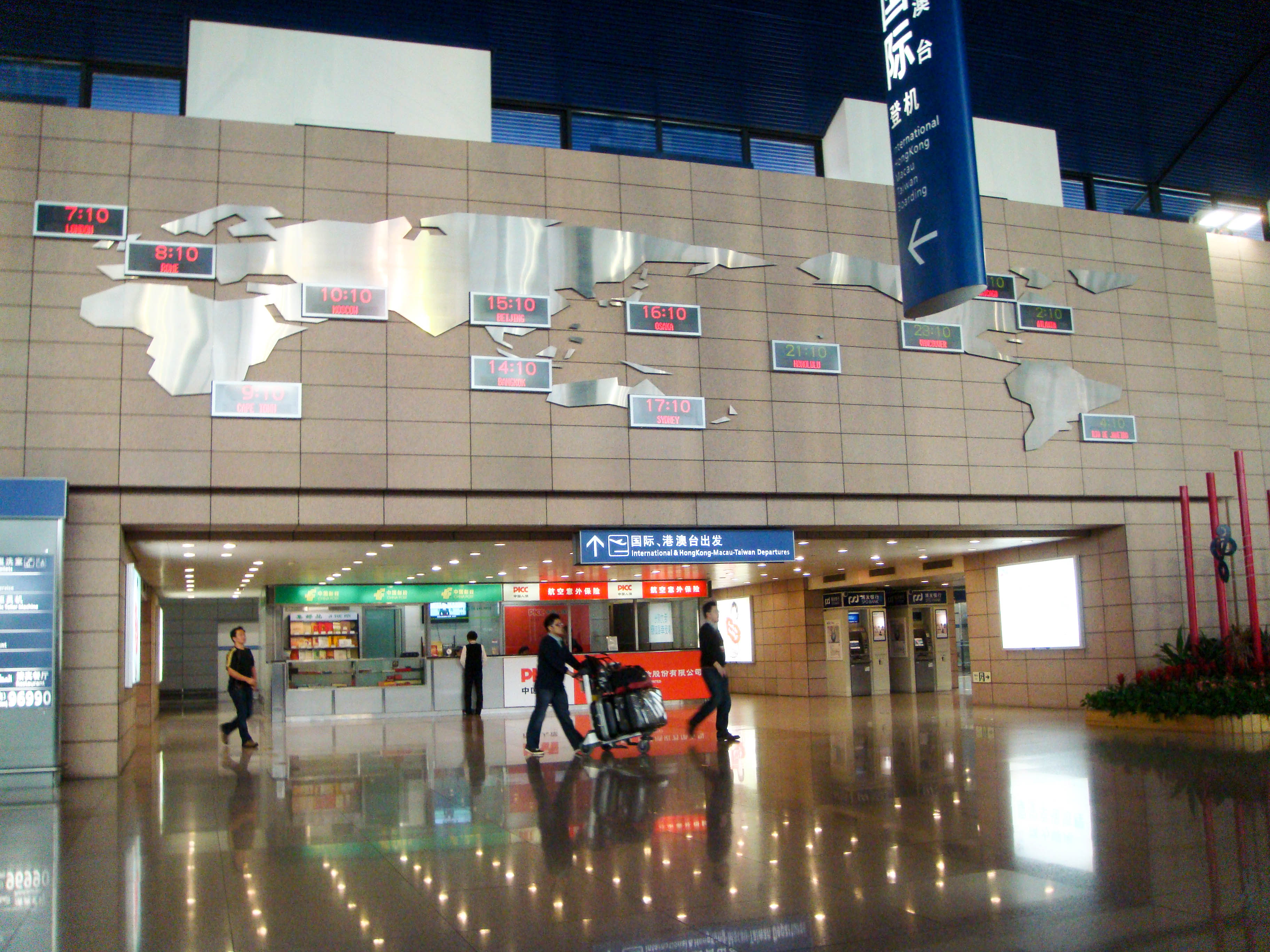
国际、港澳台出发口
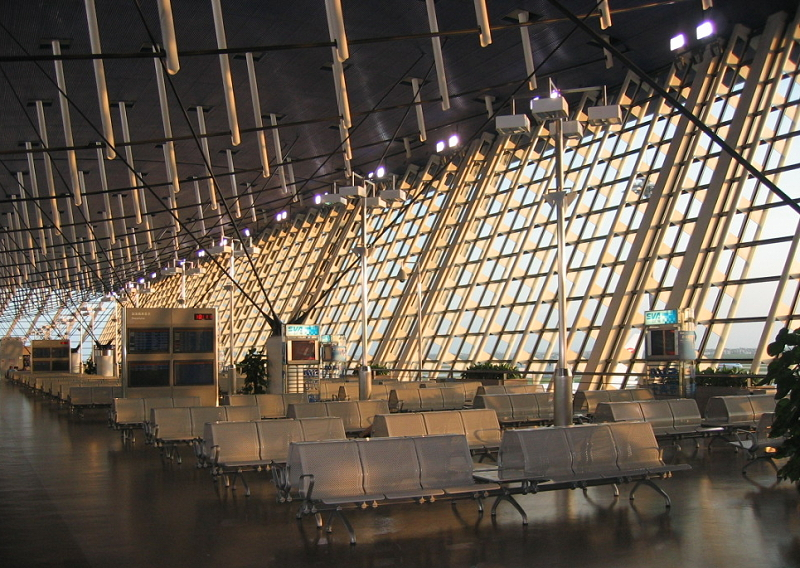
浦东国际机场一号航站楼候机大厅
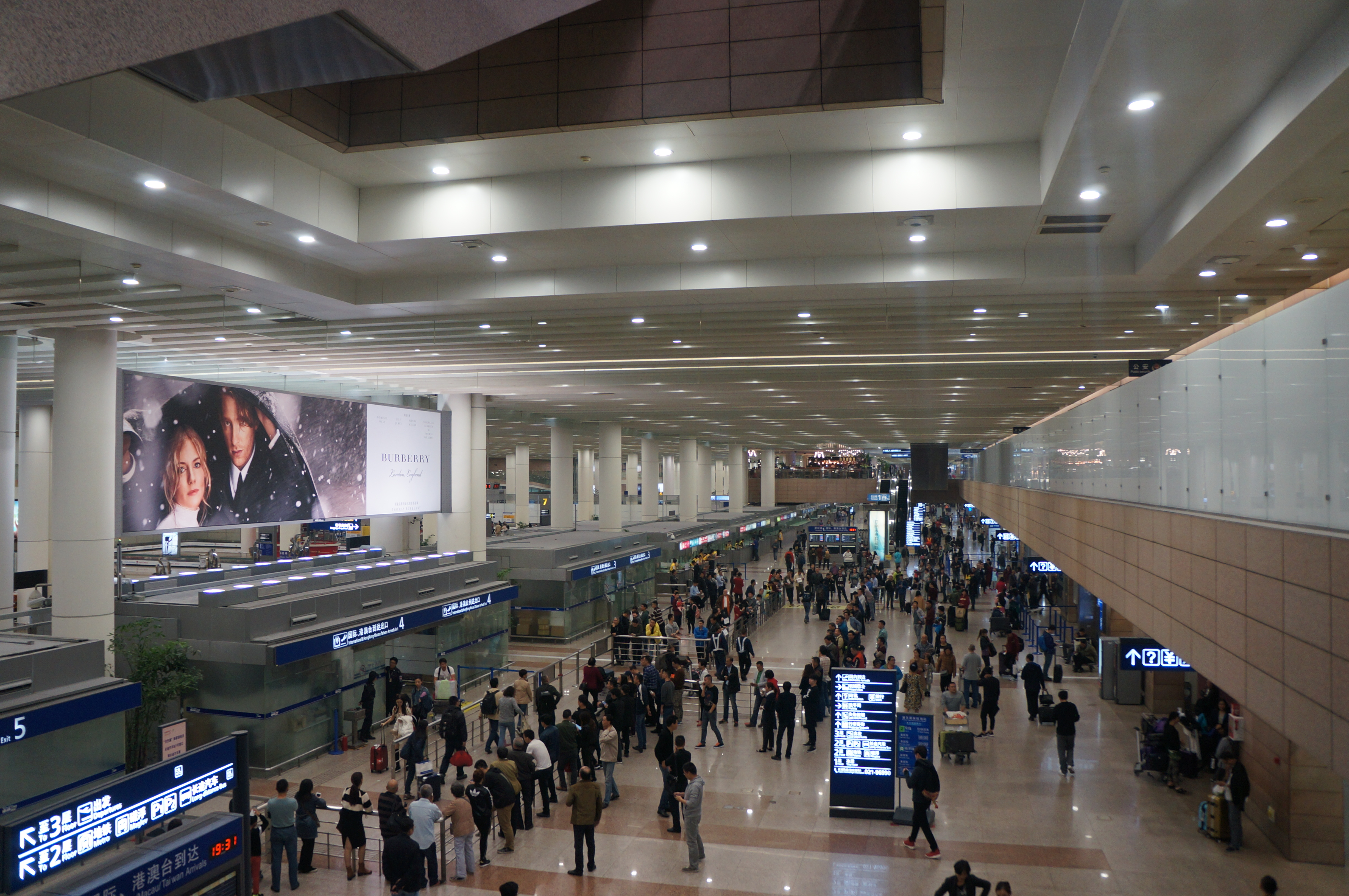
到达大厅
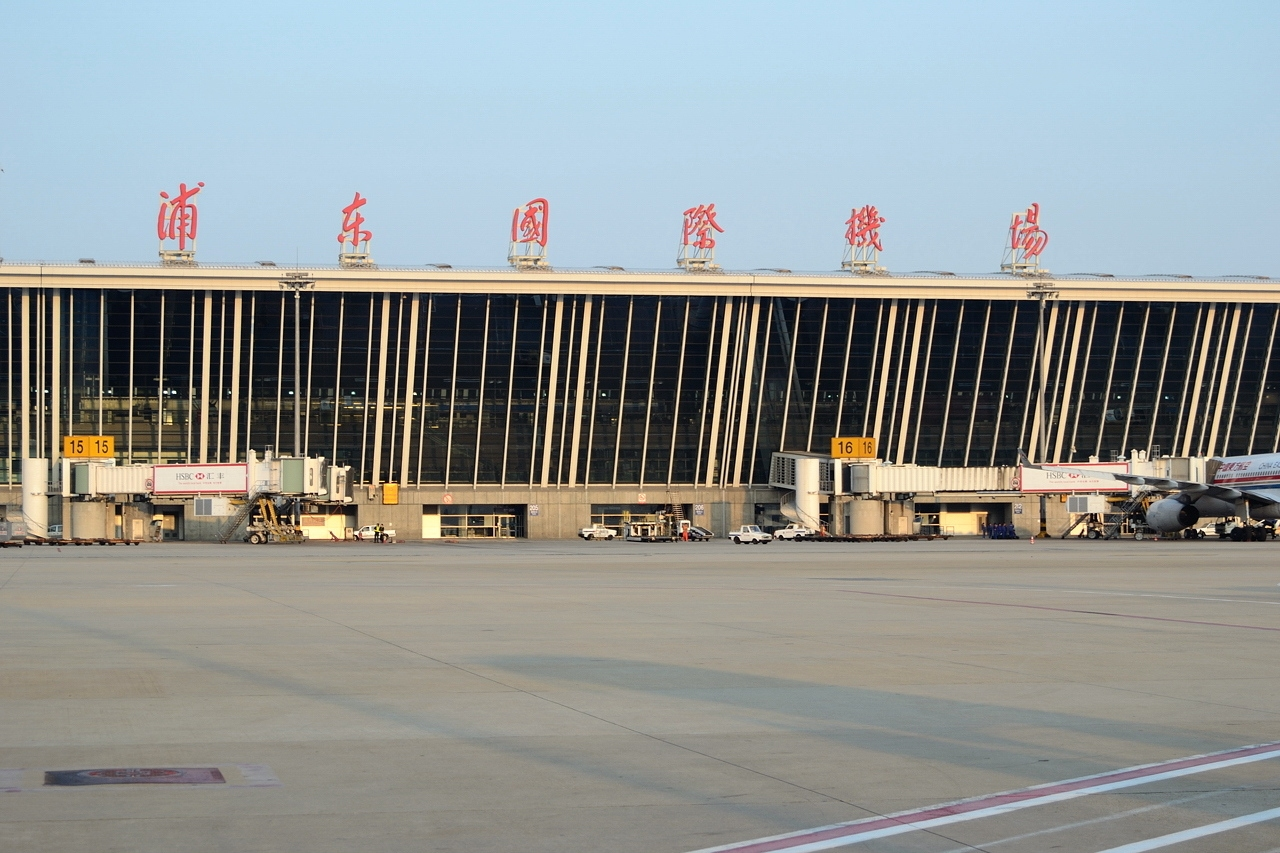
从机坪望向T1

#### 第二航站楼（T2）
第二航站楼（T2）于2007年12月20日全面竣工验收，并于2008年3月26日投入使用。T2位于T1的东侧呈对称布置，T2以由主楼、连廊、候机长廊和固定登机桥4部分组成，面积达48.55万平方米。其中主楼长414米，宽138米，地下一层，地上三层；连廊长306米，宽60米，地上七层；候机长廊长1404米，宽41米，地下一层，地上四层。
T2立面造型与T1协调呼应，但屋顶采用波浪形。波峰处开设梭形天窗，通过Y形分叉钢柱连接下方预应力钢索梁；而内部设计以“满足基地航空公司及其联盟中枢运作的需要”和“以人为本方便旅客”为设计理念：T2为乘客方便中转换乘，实现国际航班出发到达分流，国内航班出发、到达混流，提高了空间的利用率并减少乘客步行距离；T2设有固定登机桥共42座，长廊中部的登机桥可同时为国内和国际航班服务。
T2航站楼共打桩6798根桩；下部为钢筋混凝土结构，钢筋和混凝土用量分别为6.93万吨和30余万立方米；上部为约3万吨的大跨度钢结构，屋面采用约19万平方米的压型彩钢板和约1.6万平方米的梭型天窗；四周玻璃幕墙约9.6万平方米；室内装饰大吊顶12.6万平方米，楼层金属吊顶15.2万平方米；墙面装饰2.5万平方米，主楼和连廊地面采用18万平方米的花岗石石材，候机长廊地面采用约12万平方米的地毯以降低噪音，固定登机桥采用1.8万平方米橡胶地板。
第二航站楼国际出发候机厅设有浦东机场博物馆。博物馆成立于2014年6月4日，成立时是中国开设的首家机场博物馆。而在博物馆内举办的首个展览是“东风西渐——上海市历史博物馆馆藏欧洲瓷器展”，共展出53件瓷器展品，还在现场设有软陶制作互动活动。
| 4F | 商业区（国际禁区） | 餐厅、免税店                                       |
| 3F | 国际、港澳出发     | D58-D90登机口、休息室、商铺                        |
| 3F | 国际、港澳出发     | 国际、港澳出发联检区（海关、检疫、边防、安检）     |
| 3F | 出发大厅           | 值机岛A-M                                          |
| 3F | 出发大厅           | 国内出发1（T2-C登机口）、国内出发2（往S2-H登机口） |
| MF | 国际、港澳到达     | -                                                  |
| 2F | 国内出发、到达     | C54-C96登机口、休息室、商铺、行李提取              |
| 2F | 国际、港澳到达     | 入境、边检、行李提取、海关                         |
| 1F | 国内出发、到达     | C220-C231登机口（远机位）、行李提取                |
| 1F | 国际、港澳到达     | 行李提取、海关                                     |

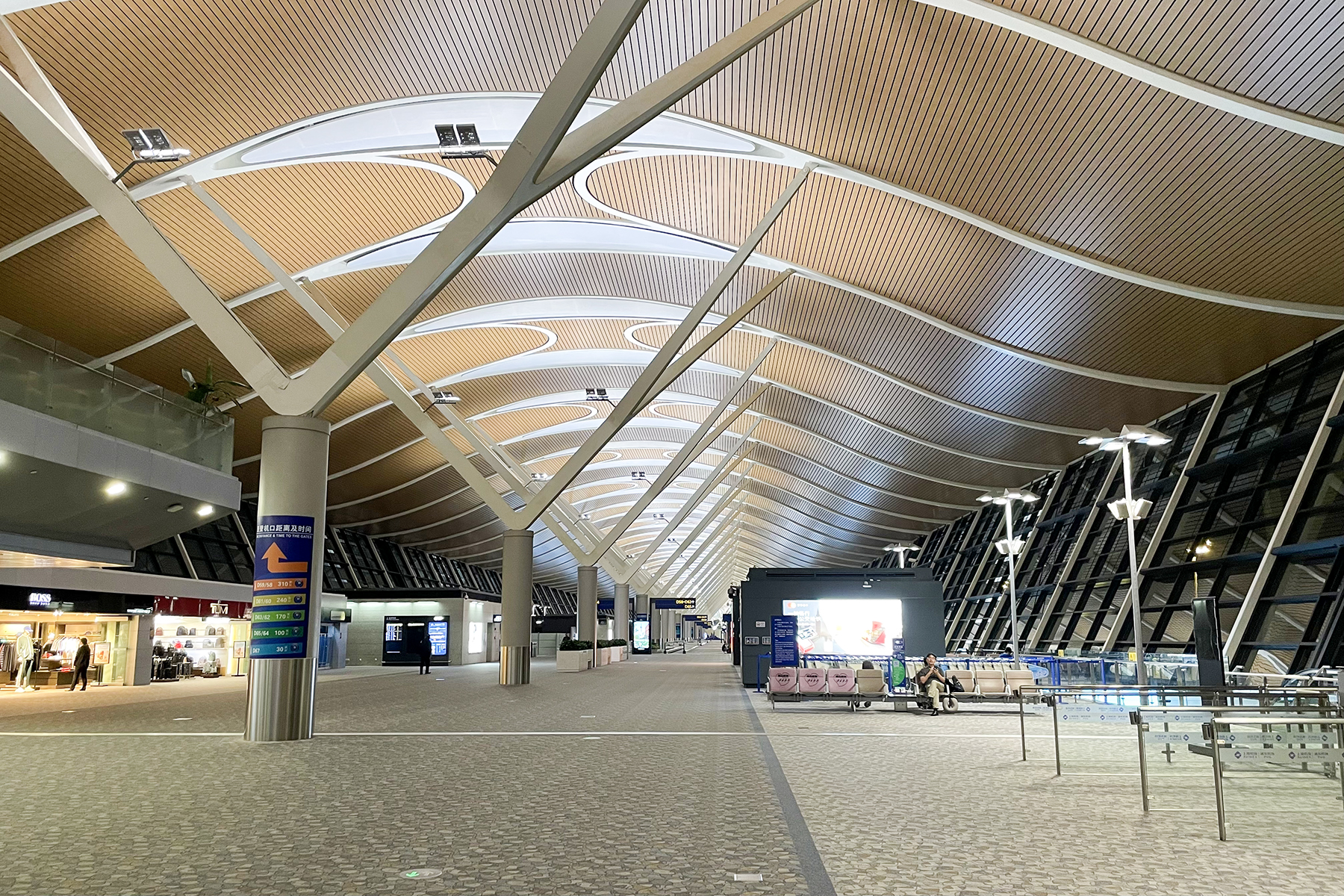
候机大厅（国际）
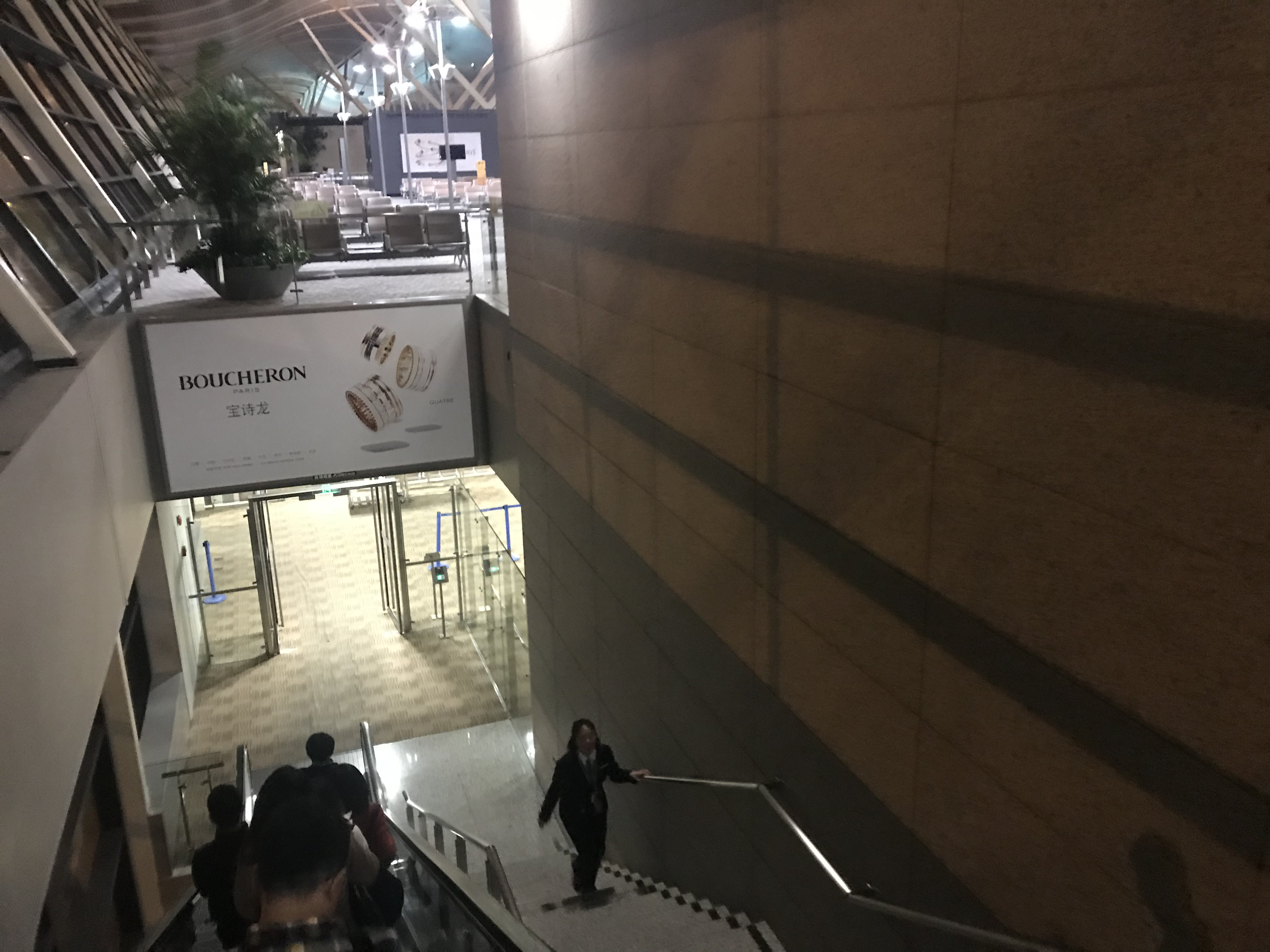
候机大厅（国际），登机时需下楼至MF层进入闸口
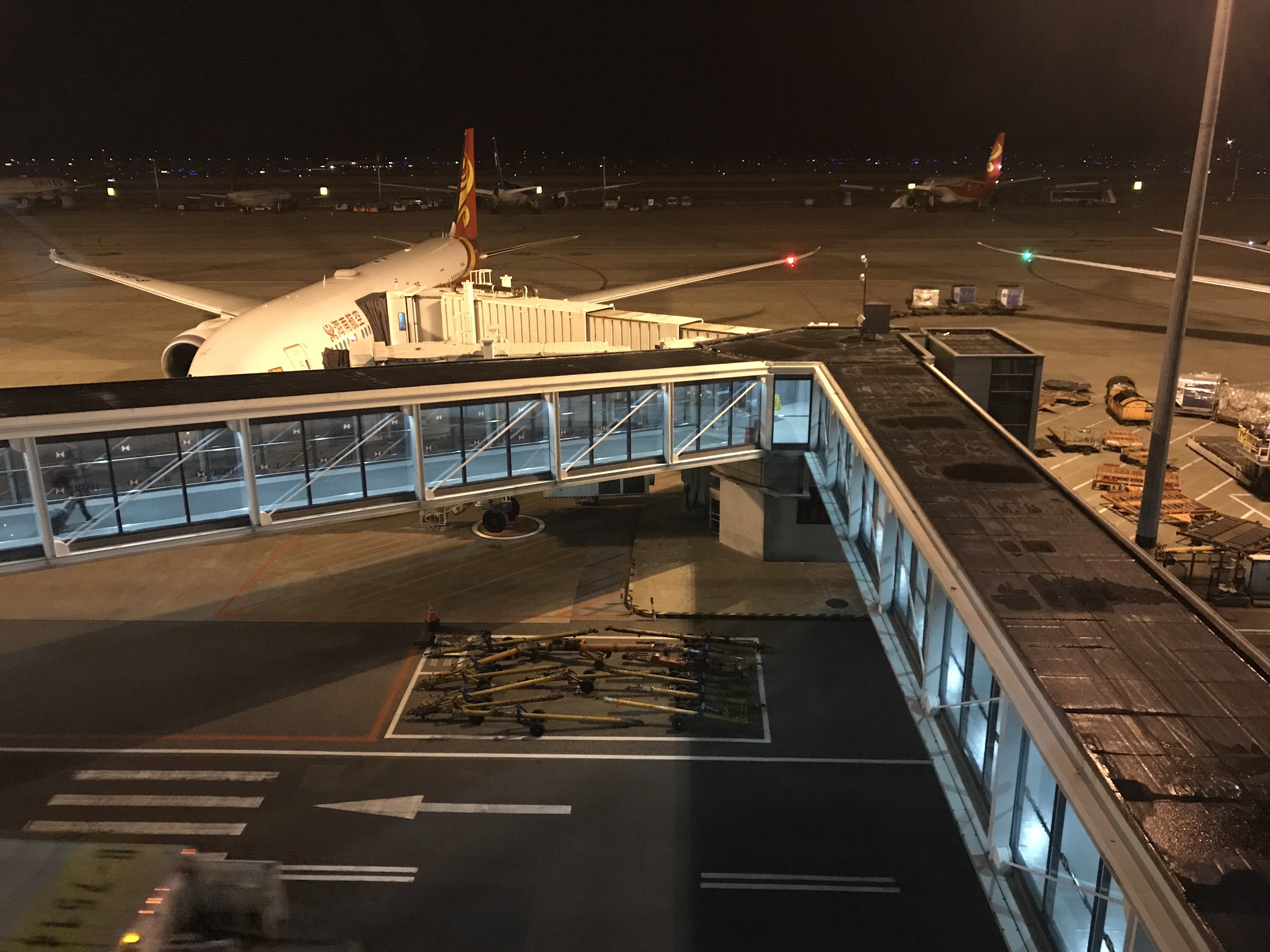
T2的登机廊桥，一条通往MF层，一条通往1F
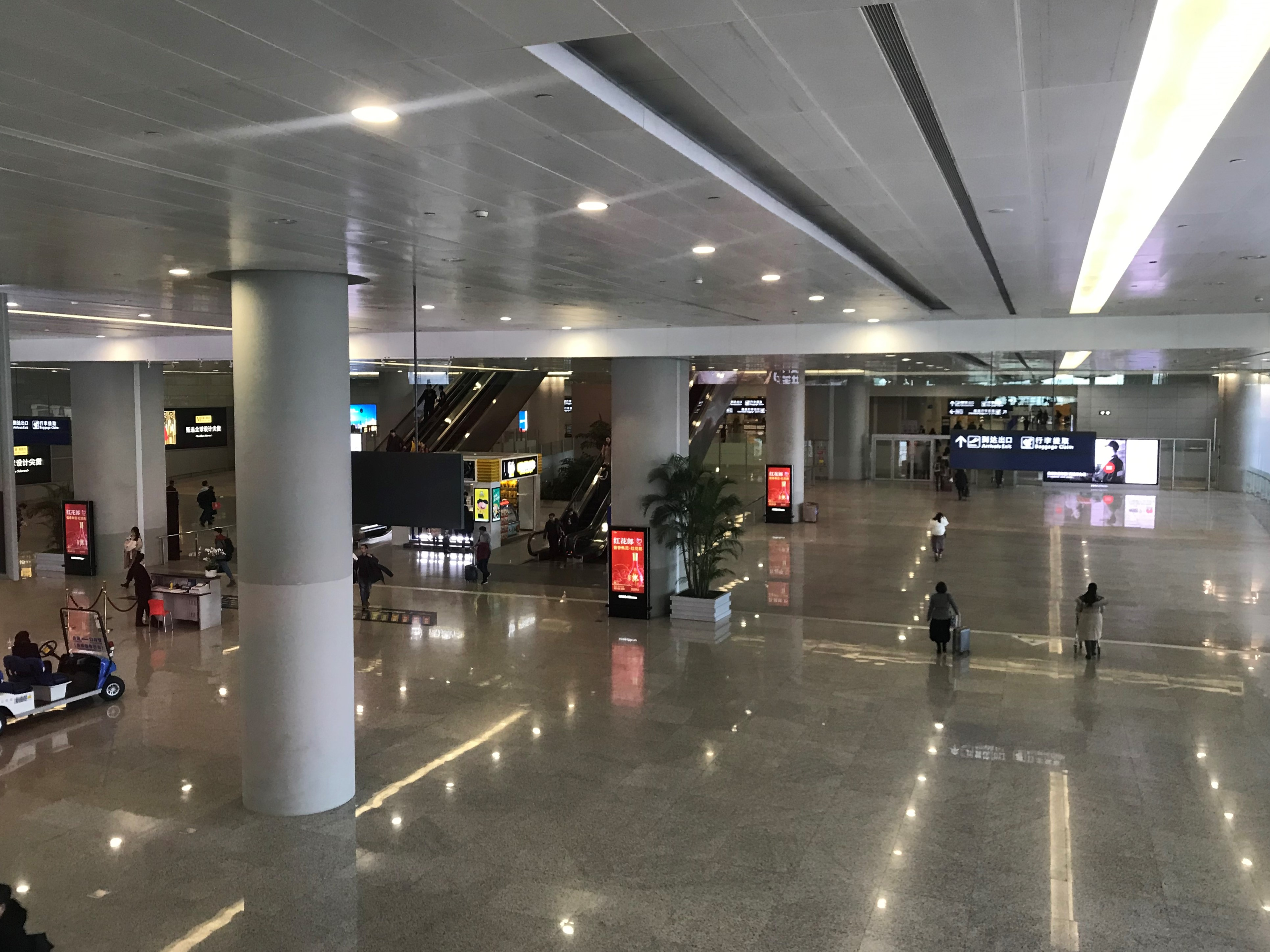
国内航班空侧大堂（北）
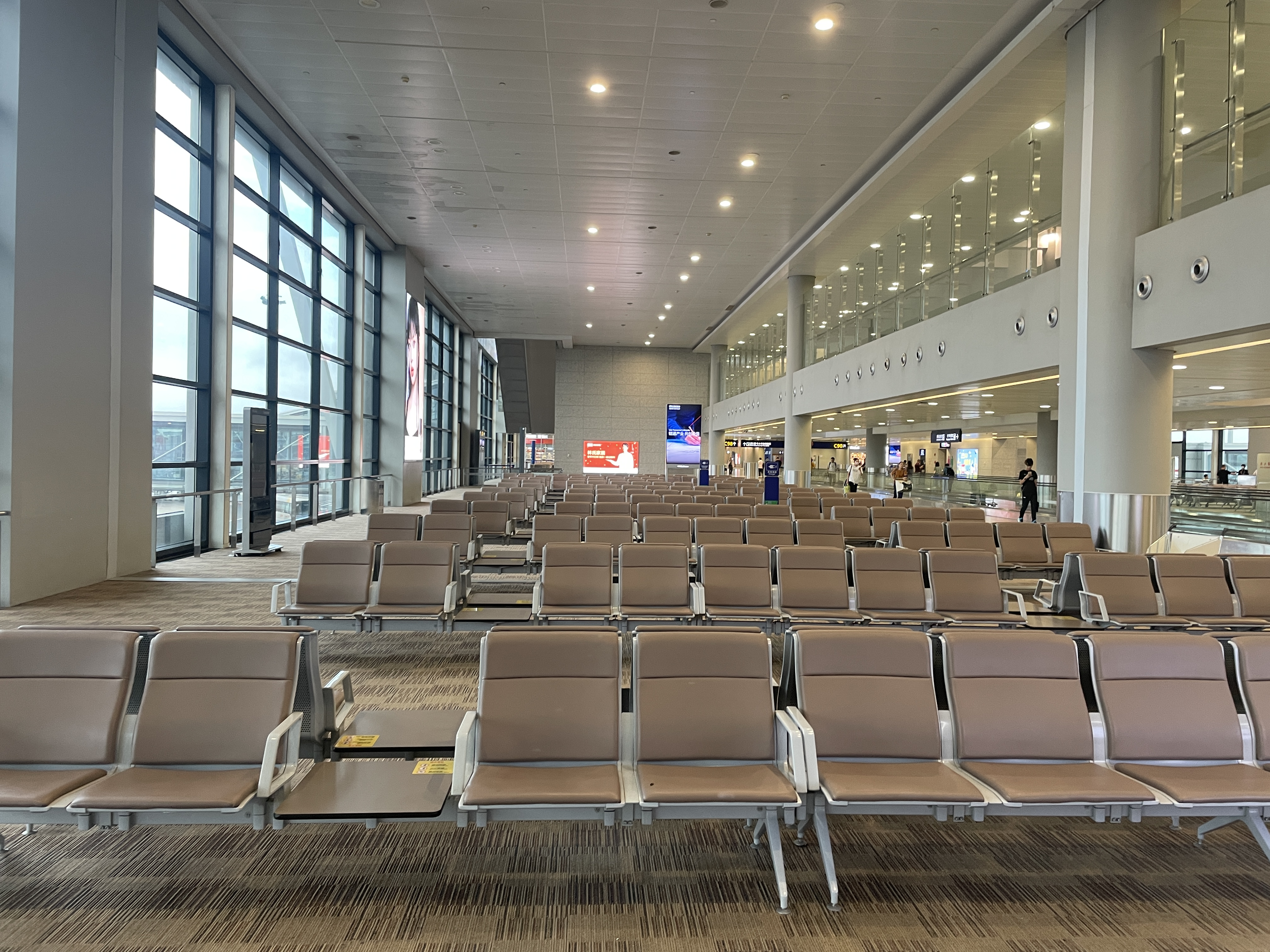
浦东国际机场二号航站楼候机区（国内）
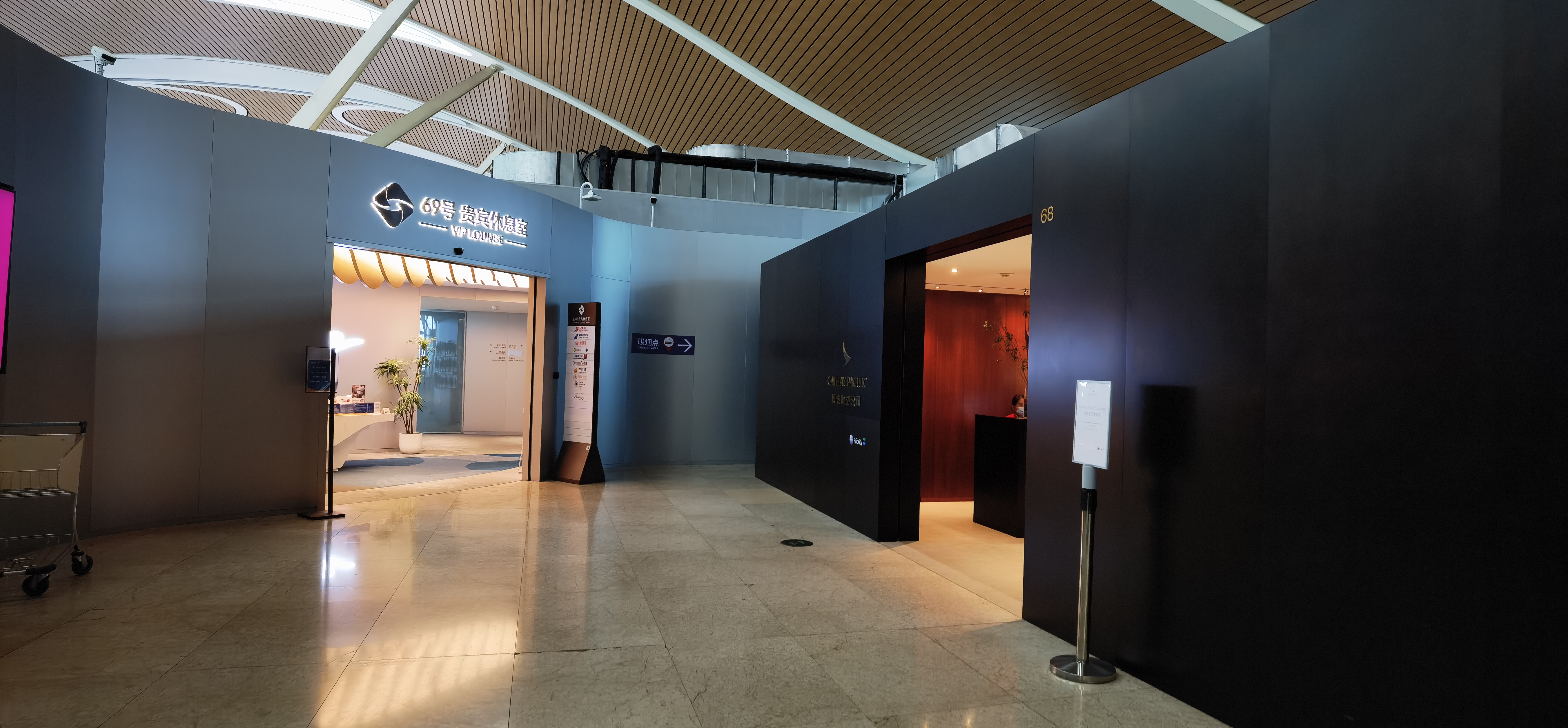
机场经营的69号贵宾厅和国泰航空的68号贵宾厅

#### 南卫星厅（S1/S2）
浦东机场南卫星厅，即浦东机场三期工程于2015年12月29日正式开建，2019年9月16日正式投入使用。浦东机场南卫星厅是世界上最大的单体卫星厅，总建筑面积62.2万平方米，比浦东机场T2航站楼（48.55万平方米）还大。卫星厅由S1和S2两座大厅相连组成，形成工字型的整体构型，年处理旅客设计能力为3800万人次，工程总投资约206亿元。西侧的S1与现有的T1航站楼共同运行，识别色为蓝色，年旅客吞吐量3680万；而东侧的S2与现有的T2航站楼共同运行，识别色为黄色，年旅客吞吐量为4320万。
浦东机场飞行区下穿通道為地下快速通道，位于航站楼与南卫星厅之间，於2014年12月开工，2019年7月16日竣工。其中，第一航站楼至卫星厅S1之间有两根服务车道、1根行李车道，第二航站楼至卫星厅S2之间设有两根服务车道、1根行李车道、一条捷运车通道。捷运列车车厢采用4节编组的A型车，国内和国际车厢各两节。列车最高运行时速80公里，由主航站楼至卫星厅单向行程最快2分30秒，行车间隔小于5分钟。 
2019年9月16日南卫星厅建成后，浦东机场年旅客吞吐量保障能力将达到8000万人次，跻身全球十大机场行列。
| 5F（仅S1） | 贵宾候机室         | 东航国内、国际贵宾室                     |
| 4F         | 商铺（国际）（S1） | 餐厅、免税品 （S1）                      |
| 4F         | 贵宾候机室（S2）   | 东航、南航、机场自营贵宾室（S2）         |
| 3F         | 国际、港澳出发     | G101-602登机口、商铺                     |
| 2F         | 国内出发、到达     | H101-652登机口、休息室、商铺             |
| MF         | 国际、港澳到达     | S1国际到达走廊、S2国际到达走廊           |
| 1F         | 国际、港澳到达     | S1中转大厅、S2中转大厅（过境区域未启用） |
| B1         | 接驳捷运           | 捷运站台                                 |

#### 第三航站楼（T3）
2021年7月8日，上海举行新闻发布《上海国际航运中心建设“十四五”规划》。在空港建设方面，上海机场集团副总裁周俊龙表示，“十四五”期间将着力提高空港地面设施与集疏运保障能力，新建浦东机场T3航站楼。 航站楼工程已经开工，预计2028年建成并投入使用。

### 货运中心

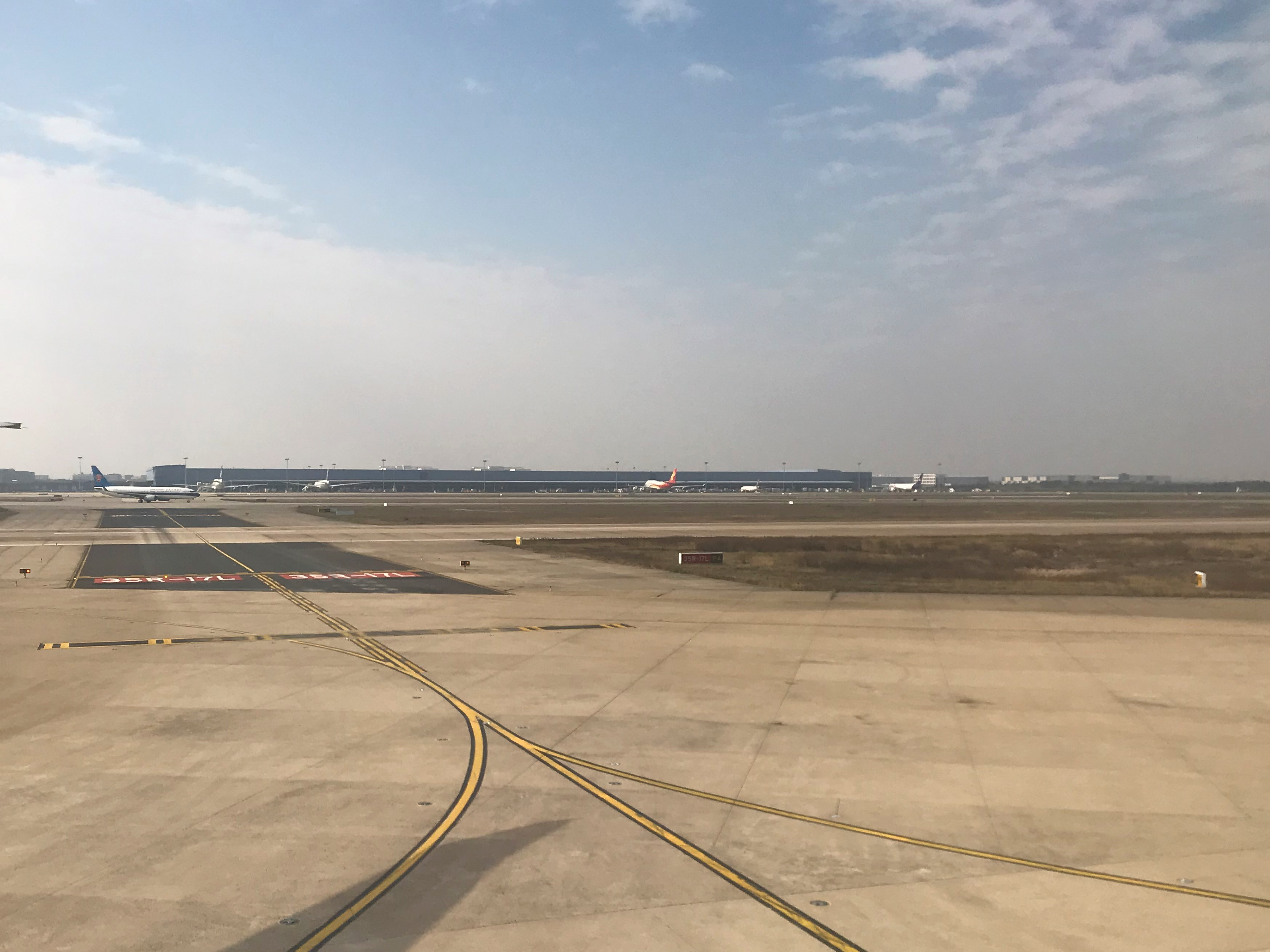
机场货运中心

上海浦东国际机场目前建成3个货运区，UPS、联邦快递和DHL相繼在这里设立国际转运中心，负责中国除华南以外地区及北亚的快件。
- 一期货运区：建于T1的北面，配合T1航厦各航空公司基地中心及货物中心，进行物流运转工作。
- 东货运区：建于T2的北面，配合T2航厦各航空公司基地中心及货物中心，进行物流运转工作。
- 西货运区：建于第三跑道西侧，为规模及吞吐量最大的专属货运区，总建筑面积37万平方米，并可配合位于机场南方的洋山港配合海空货运的运转。配合货运专用的第三跑道使用。

### 空中交通服务
浦东国际机场空管服务大楼位于T1航站楼南侧，塔台高102米。浦东航行情报室位于一层。
上海浦东国际机场的进离场、进近管制服务原由上海终端管制中心负责。浦东机场进场航班主要来自4个方向，分别为自欧洲、北京、西南、西北方向的SASAN（无锡），珠三角、东南沿海方向的AND/BK（庵东/栎社），东海、日本方向的DUMET，和黄海、东北方向的MATNU；离场点则主要为往华北方向的PIKAS、黄海方向的ODULO、东海/日本方向的SURAK和MIGOL、华南方向的AND/HSN（庵东/舟山）和往西南方向的NXD（南浔）。
浦东机场北侧、西侧均分布有军用机场，南侧B221航路为杭州、宁波机场进出港航班空域，因此向南落地时的五边长度为34千米，向北落地时的五边长度为50千米；西侧为上海市区的限飞区，西跑道可用三边宽度约20千米。
- D-ATIS：127.85MHz
- 塔台管制一（跑道17L/35R,17R/35L）：118.1MHz（118.325MHz）
- 塔台管制二（跑道16L/34R,16R/34L）：118.4MHz（118.725MHz）
- 塔台管制三（跑道17L/35R）：124.35MHz（118.325MHz）
- 塔台管制四（跑道16R/34L）：118.725MHz（118.725MHz）
- 进近管制：125.4MHz
- 地面管制一：121.7MHz
- 地面管制二：121.8MHz
- 地面管制三：122.875MHz
- 地面管制四：121.975MHz
- 机坪管制一：121.65MHz（122.125MHz）
- 机坪管制二：121.975MHz（122.125MHz）
- 机坪管制三：122.7MHz（122.125MHz）
- 机坪管制四：122.6MHz（122.125MHz）
- 地面放行频率：121.95MHz（121.625MHz）
- 签派/平衡：130.5MHz
- 现场保障：129.8MHz
- 紧急频率：121.5MHz

## 机场交通设施

### 公路连接
- 北进场路：连接S1上海迎宾高速公路，并可通过华夏高架路分流。
- 南进场路：连接S32申嘉湖高速公路，并可通过G1503上海绕城高速公路分流。

### 机场巴士

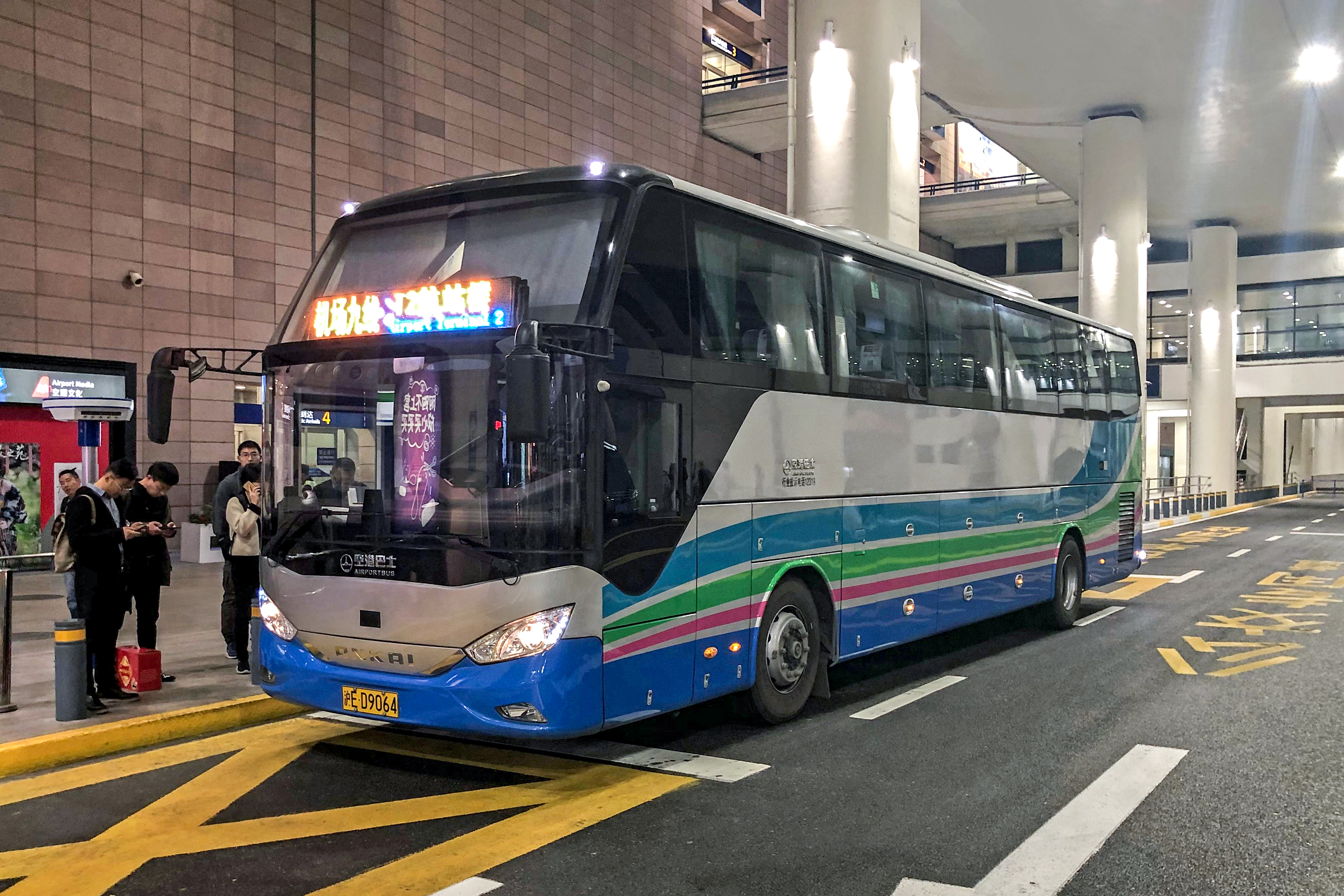
机场九线于T1航站楼

与虹桥机场不同，来往浦东机场的巴士全部以“机场X线”命名，其中机场1线至7线、机场9线及机场夜宵线连接市区，主要行走快速道路，并使用不同于城市公交的大型巴士，可托运行李。浦东机场巴士共设置了八条线路：
- 机场一线：来往浦东国际机场及虹桥枢纽东交通中心,途径虹桥机场2号航站楼、虹桥火车站，中途不设停靠站，票价36元人民币。
- 机场二线：来往浦东国际机场及位于静安寺的城市航站楼，中途不设停靠站，票价2-28元。
- 机场四线：来往浦东国际机场及鲁迅公园，经停德平路浦东大道、五角场、运光新村，票价2-28元。
- 机场七线：来往浦东国际机场─上海南站，行走华夏高架路和中环路，经停华夏东路川沙路、华夏西路上南路，票价4-20元。
- 机场八线：来往浦东国际机场及南汇汽车站，经停当局楼、海天三路启航路、交通队、海关仓库、航油站、东方航空、河滨西路卡口、机场保税区、金闻路闻居路、祝潘公路川南奉公路、千汇路南祝公路、南祝公路周祝公路、南祝公路祝成路、南祝公路卫亭路、盐仓、人民公路城东路、南汇汽车站，票价1-10元。
- 机场九线：来往浦东国际机场和莘庄地铁站南广场，全程票价28元。
- 机场环一线： 来往浦东国际机场及航城园，经停当局楼、公安分局、指挥部（非高峰站）、海关仓库、航空公司、施湾，全程票价2元。
- 机场守航线（夜宵线）：1号航站楼：23:00后至次日5:30运营；2号航站楼：23：03至次日5：33运营，由浦东国际机场开往虹桥枢纽东交通中心，经停龙阳路芳甸路、世纪大道地铁站、延安东路浙江中路（人民广场）、延安中路华山路（静安寺）、延安西路虹许路，票价18-34元。

### 长途巴士
- 机场P1停车场B1层设有浦东机场长途客运站，每日有数十个班次发往上海周边县市如浙江省杭州、嘉兴、江苏省南通、昆山、苏州、无锡等[58][59]。

### 轨道交通
浦东1号2号航站楼站（地铁）站厅位于1号和2号航站楼中间二层，与两座航站楼之间的3条步行道相连，步行时间约5分钟。磁浮和地铁车站站厅分列于中间廊道的左右两侧，总面积4.5万平方米，呈两个橄榄型。
- █ 2号线：来往浦东1号2号航站楼站─国家会展中心站的轨道交通线路。本线连接虹桥机场2号航站楼，沿途经过龙阳路、世纪大道、陆家嘴、人民广场、静安寺、中山公园等并可换乘上海轨道交通其他十余条线路。

- █ 磁浮线：往返浦东1号2号航站楼站及龙阳路站，在龙阳路站可与2号线、7号线、16号线及18号线换乘。行驶距离约30公里，单程时间最快可达约8分钟。2020年5月1日起，受2019冠状病毒病疫情及其所带来的浦东机场客流下降影响，列车全天的最高运营时速调整为300公里[63]，但未来会根据机场客流的恢复状况而恢复最高速度运营[64]。

浦东1号2号航站楼站市域铁路车站位于1号和2号航站楼中间1号航站楼侧道路的地下，站台位于地下二层，站厅位于地下一层。车站一层为地面道路，无法抵达。所有6个出入口均设在地上二层，与两座航站楼之间的3条步行道连接，同时地上二层与地下一层间有直接的扶梯和无障碍电梯连接。
- █ 市域机场线：来往虹桥2号航站楼站和上海东站的市域线线路。线路连接虹桥枢纽和浦东机场、在建的上海东站，途径上海国际旅游度假区，单程运行时间40分钟。初期开通虹桥2号航站楼站和浦东1号2号航站楼间的区段，可在中春路站内换乘9号线、景洪路站内换乘15号线，在其他车站出站换乘2号线、10号线和磁浮线。[65]

### 出租车、租车服务
- 浦东机场设有专用的旅客排队通道，另有出租车排队停车场，但不会占用自驾车的停车场。
- 上海机场集团同时也提供汽车租赁服务。

## 航點
上海浦东国际机场时中国民航总局指定的三大门户复合枢纽建设之一，以东航集团（中国东方航空、上海航空、中国货运航空）为主，占据不到50%的市场份额；民营春秋航空和吉祥航空亦将浦东作为其基地。中国国际航空于2009年成立上海分公司，并将浦东机场定义为门户机场，并开设数条长途航线；中国南方航空于2014年成立上海分公司。

### 客运
截至2024年夏秋航季，浦东机场计划通航154个境内航点，较虹桥国际机场相比优势目的地为东北地区和西南地区，且覆盖中小型机场，其中每日出港航班8班以上的国内客运快线航点19个；境外航点共有90个，其中洲际客运航点32个，日频1班及以上的洲际客运航点26个：包括美国洛杉矶、达拉斯、西雅图、旧金山；欧洲法兰克福，巴黎，伦敦，罗马、米兰，莫斯科；大洋洲悉尼、墨尔本，奥克兰；非洲亚的斯亚贝巴等。
| 航空公司       | 目的地 | 值机区                  |
| -------------- | --- | ----------------------- |
| 中国东方航空   | 境内：阿勒泰、北京/首都、北京/大興、北海、长白山、长春、长沙、朝阳、成都/天府、成都/双流、赤峰、重庆、达州、大连、大理、大同、敦煌、鄂尔多斯、福州、广州、广元、桂林、贵阳、哈尔滨、哈密、海口、邯郸、合肥、淮安、济南、嘉峪关、井冈山、揭阳、九寨沟、喀什、昆明、拉萨、兰州、黎平、丽江、丽水、临沂、柳州、泸州、吕梁、芒市、牡丹江、南昌、南充、南京、南宁、齐齐哈尔、秦皇岛、青岛、琼海、三亚、深圳、沈阳、石家庄、太原、天津、通化、温州、乌鲁木齐、武汉、西安、西昌、西宁、厦门、兴义、烟台、延安、延吉、宜昌、宜宾、伊春、伊宁、银川、榆林、运城、西双版纳（直飛或經停南昌）、临沧/博尚、张家口、张掖、安康、普洱、玉林、湛江、郑州、遵义/新舟、遵义/茅台、义乌（2025年9月10日开办） 港澳台：香港、澳门、台北/桃园 東北亞：东京/成田、东京/羽田、大阪/关西、名古屋/中部、福岡、札幌/新千歲、沖繩、岡山、新潟、廣島、靜岡、長崎、小松、鹿兒島、熊本、松山、青森（季節性）、花卷（季節性）、首尔/仁川、釜山、济州、大邱 東南亞：新加坡、檳城、曼谷/素萬那普、清邁、河内、胡志明市、仰光、雅加达、巴厘岛、马尼拉、宿雾、金边、暹粒 南亞、中亞、西亞：科伦坡、馬累、阿拉木圖、塔什干（2025年9月28日開辦）迪拜、阿布扎比、利雅德 歐洲：伦敦/希思罗、倫敦/蓋特威克、巴黎/戴高乐、法兰克福、羅馬/菲烏米奇諾、威尼斯、米蘭/馬爾彭薩、马德里、巴塞羅那（2025年9月26日開辦）、阿姆斯特丹、哥本哈根、日内瓦、莫斯科/謝列梅捷沃、圣彼得堡、喀山、伊斯坦布爾 北美洲：温哥华（2025年9月25日復辦）、多伦多/皮尔逊、洛杉矶、旧金山、纽约/肯尼迪 南美洲：布宜諾斯艾利斯（2025年12月開辦，經奧克蘭） 大洋洲：悉尼、墨爾本、布里斯本、珀斯（季節性）、凱恩斯（季节性）、奥克兰 非洲：开罗 | T1—A~E、G、H、J         |
| 吉祥航空       | 境内：阿勒泰、包头、北海、北京/大興、长春、长沙、郴州、重庆、大连、东营、福州、固原、桂林、哈尔滨、海口、海拉尔、惠州、喀什、丽江、临汾、绵阳、黔江、青岛、三明、三亚、沈阳、石家庄、天津、通辽、武汉、西安、西宁、西双版纳（經停武汉）、厦门、襄阳、伊宁、银川、营口、中卫、珠海 港澳台：香港、澳门、台北/桃园、高雄 東北亞：東京/羽田、東京/成田、大阪/关西、名古屋/中部、札幌/新千歲、沖繩、福岡、神戶、旭川、济州、海參崴 東南亞：新加坡、吉隆坡、檳城、曼谷/素万那普、清邁、普吉岛、巴厘岛、河内、胡志明市 歐洲：赫爾辛基、雅典、曼徹斯特、布鲁塞尔 大洋洲：悉尼、墨爾本 | T2—J                    |
| 上海航空       | 境内：鞍山、长春、长沙、大连、广州、桂林、贵阳、哈尔滨、海口、衡阳、锦州、临沂、绵阳、南宁、宁波、秦皇岛、三亚、沈阳、唐山、天津、万州、西安、厦门、运城、张家界、温州、郑州、珠海 港澳台：香港、澳门、台北/松山 亞洲：东京/羽田、首尔/仁川、名古屋/中部、富山、福岡、曼谷/素萬那普、普吉岛、吉隆坡、檳城、亞庇 歐洲：布達佩斯、马赛 非洲：卡萨布兰卡（经停马赛） | T1—A~E、G、H、J         |
| 春秋航空       | 境内：长白山、长春、成都/天府、重庆、大连、桂林、哈尔滨、满洲里、绵阳、南宁、三亚、沈阳、西安、厦门、湛江、张家界、张家口、珠海、北海、洛阳、南充、西双版纳（經停长沙） 港澳台：香港、澳门、台北/桃园、高雄 東北亞：東京/羽田、東京/成田、大阪/关西、名古屋/中部、福岡、札幌/新千歲、佐賀、茨城、高松、首尔/仁川、釜山、济州 東南亞：新加坡、曼谷/素万那普、清邁、普吉岛、金边、胡志明市 | T2—A（国际）、M（国内） |
| 中国国际航空   | 境内：北京/首都、北京/大興、哈尔滨、惠州、长春、大连、成都/天府、成都/双流、重庆、广州、桂林、贵阳、呼和浩特、昆明、兰州、深圳、西安、西昌、银川 港澳台：台北/桃园 亞洲：东京/成田、大阪/关西、名古屋/中部、福岡、仙台、曼谷/素萬那普、新加坡、河内 歐洲：倫敦/盖特威克、法兰克福、米兰/馬爾彭薩、慕尼黑、巴塞羅那 | T2—H（国际）、K（国内） |
| 中国南方航空   | 境内：阿勒泰（经银川）、北京/大興、长白山、长春、长沙、大连、大庆、丹东、广州、成都/天府、贵阳、哈尔滨、海口、黑河、佳木斯、揭阳、喀什、昆明、牡丹江、南宁、齐齐哈尔、青岛、三亚、深圳、沈阳、乌鲁木齐、武汉、西安、西宁、郑州、珠海 港澳台：台北/桃园 亞洲：東京/成田、大阪/关西、名古屋/中部、首尔/仁川、胡志明市 | T2—D、L                 |
| 海南航空       | 境内：北京/首都、长沙、重庆、大连、广州、海口、呼和浩特、兰州、天津、乌鲁木齐、潍坊、西安、西宁 国际：布鲁塞尔 | T2—K、F                 |
| 首都航空       | 國際：曼谷/素万那普 | T2—K、F                 |
| 四川航空       | 成都/天府、成都/双流、重庆 | T2                      |
| 厦门航空       | 北京/大興、泉州、大连 | T2-K                    |
| 中国联合航空   | 北京/大興、石家庄、佛山 | T1–C                    |
| 山东航空       | 青岛、煙台、廈門 | T2—K                    |
| 深圳航空       | 南昌、泉州、深圳、沈阳 | T2—K                    |
| 天津航空       | 天津、梅州 | T2—K                    |
| 國航內蒙古     | 呼和浩特 | T2                      |
| 祥鹏航空       | 丽江 | T2—K                    |
| 成都航空       | 成都/双流 | T2—L                    |
| 重庆航空       | 重庆 | T2—L                    |
| 大连航空       | 大连 | T2—K                    |
| 河北航空       | 石家庄 | T2                      |
| 烏魯木齊航空   | 烏魯木齊 | T2                      |
| 多彩贵州航空   | 贵阳 | T2                      |
| 中華航空       | 台北/桃園、高雄 | T1—K                    |
| 長榮航空       | 台北/桃園、高雄 | T2—H                    |
| 立榮航空       | 台北/松山 | T2—H                    |
| 國泰航空       | 香港 | T2—D                    |
| 香港航空       | 香港 | T2—E                    |
| 澳门航空       | 澳门 | T2—E                    |
| 大韓航空       | 首尔/仁川、釜山 | T1                      |
| 韓亚航空       | 首尔/仁川 | T2—D                    |
| 易斯達航空     | 首尔/仁川 | T2-D                    |
| 真航空         | 济州 | T1                      |
| 全日本空輸     | 東京/羽田、东京/成田、大阪/关西 | T2—D                    |
| 日本航空       | 東京/羽田、东京/成田（2025年10月26日復辦）、大阪/关西 | T1                      |
| 樂桃航空       | 東京/羽田、大阪/关西 | T2                      |
| 捷星日本航空   | 东京/成田 | T2                      |
| 春秋航空日本   | 东京/成田 | T2                      |
| 蒙古民用航空   | 烏蘭巴托（季節性） |                         |
| 越南航空       | 河内、胡志明市、芽庄、富国岛（季節性包机） | T2—D                    |
| 越捷航空       | 胡志明市 | T2                      |
| 柬埔寨吳哥航空 | 金边 | T2—D                    |
| 天空吳哥航空   | 金边 | T2—D                    |
| 老撾航空       | 永珍 | T2                      |
| 泰国亞洲航空   | 曼谷/素万那普、曼谷/廊曼 | T2—C                    |
| 泰国国际航空   | 曼谷/素万那普 | T2—C                    |
| 泰国狮子航空   | 曼谷/廊曼 | T2—C                    |
| 泰國越捷航空   | 曼谷/廊曼 | T2                      |
| 马来西亚航空   | 吉隆坡 | T2—C                    |
| 峇迪航空       | 吉隆坡 | T2—C                    |
| 全亞洲航空     | 吉隆坡 | T2—C                    |
| 亞洲航空       | 亞庇 | T2                      |
| 新加坡航空     | 新加坡 | T2—C                    |
| 嘉鲁达印尼航空 | 雅加达 | T2—D                    |
| 翎亞航空       | 萬鴉老 | T2                      |
| 文萊皇家航空   | 斯里巴加湾市 | T2                      |
| 宿雾太平洋航空 | 马尼拉、宿霧 | T2                      |
| 菲律宾航空     | 马尼拉 | T2                      |
| 喜马拉雅航空   | 加德滿都 | T2                      |
| 斯里兰卡航空   | 科伦坡 | T1                      |
| 馬爾地夫航空   | 馬累 | T2                      |
| 卡塔尔航空     | 多哈 | T2                      |
| 海灣航空       | 巴林 | T2-H                    |
| 埃及航空       | 開羅 | T2                      |
| 阿提哈德航空   | 阿布扎比 | T2—C                    |
| 阿联酋航空     | 迪拜 | T2                      |
| 马汉航空       | 德黑兰 | T2                      |
| 斯卡特航空     | 奇姆肯特 | T2                      |
| 东方之翼航空   | 塔什干 | T2                      |
| 新西兰航空     | 奥克兰 | T2—B                    |
| 斐濟航空       | 楠迪（2025年計劃開辦） | 待定                    |
| 英國航空       | 倫敦/希斯羅 | T2                      |
| 法国航空       | 巴黎/戴高乐 | T1—H、J、L              |
| 荷蘭皇家航空   | 阿姆斯特丹 | T1                      |
| 漢莎航空       | 法蘭克福、慕尼黑 | T2                      |
| 塞尔维亚航空   | 貝爾格勒 | T2                      |
| 奧地利航空     | 維也納 | T2                      |
| 瑞士國際航空   | 蘇黎世 | T2                      |
| 芬蘭航空       | 赫爾辛基 | T2                      |
| 西伯利亞航空   | 新西伯利亞、海參崴、伊爾庫茨克 | T2                      |
| 俄羅斯航空     | 莫斯科/謝列梅捷沃 | T2                      |
| 羅西亞航空     | 海參崴 | T2                      |
| 伊爾航空       | 伊爾庫茨克 | T2                      |
| 土耳其航空     | 伊斯坦布尔 | T2                      |
| 埃塞俄比亚航空 | 亚的斯亚贝巴 | T2—F                    |
| 加拿大航空     | 溫哥華 | T2                      |
| 达美航空       | 西雅图、底特律、洛杉矶 | T1—K、L                 |
| 美国航空       | 達拉斯 | T2                      |
| 联合航空       | 旧金山、洛杉矶 | T2—E                    |

### 货运
| 航空公司                             | 目的地 |
| ------------------------------------ | --- |
| 中国国际货运航空（CA） （枢纽机场）  | 北京/首都、成都/雙流、重庆、天津、郑州、台北/桃园、东京/成田、大阪/关西、安克雷奇、达拉斯、洛杉矶、纽约/肯尼迪、法兰克福、阿姆斯特丹、哥本哈根、萨拉戈萨、新西伯利亚、埃德蒙顿                                            |
| 中国货运航空（CK） （枢纽机场）      | 成都/雙流、重庆、深圳、天津、香港、台北/桃园、东京/成田、大阪/关西、首尔/仁川、新加坡、曼谷/素万那普、达卡、安克雷奇、达拉斯、洛杉矶、亚特兰大、芝加哥/奥黑尔、巴黎/戴高乐、米兰/马尔彭萨、阿姆斯特丹、哥本哈根、法兰克福 |
| 金鵬航空（Y8） （枢纽机场）          | 北京/首都、成都/雙流、重庆、广州、杭州、深圳、石家庄、无锡、郑州、天津、香港、名古屋/中部、新加坡、曼谷/素万那普、达卡、阿克托比、安克雷奇、洛杉矶、芝加哥/奥黑尔、法兰克福/哈恩、卢森堡、布拉格、新西伯利亚、安克雷奇    |
| 中国南方航空货运（CZ） （枢纽机场）  | 大阪/关西、安克雷奇、洛杉矶、芝加哥/奥黑尔、温哥华、法兰克福、维也纳、阿姆斯特丹 |
| 中国邮政航空（8Y）                   | 北京/首都、广州、南京、天津、厦门、大阪/关西 |
| 顺丰航空（O3）                       | 北京/首都、哈尔滨、深圳 |
| 海南航空（HU）                       | 西雅图 |
| 国泰货运（CX）                       | 香港、成都/雙流、重庆、厦门、郑州 |
| 香港华民航空（LD）                   | 香港 |
| 香港貨運航空（RH）                   | 香港、厦门 |
| 中华航空（CI）                       | 台北/桃园 |
| 长荣航空（BR）                       | 台北/桃园 |
| 日本航空（JL）                       | 东京/成田、名古屋/中部 |
| 全日本空输（NH）                     | 东京/成田 |
| 日本货物航空（KZ）                   | 东京/成田 |
| 大韩航空（KE）                       | 首尔/仁川、安克雷奇、纽约/肯尼迪、亚特兰大、多伦多/皮尔逊 |
| 韩亚航空（OZ）                       | 首尔/仁川 |
| 马来西亚货运航空（MH）               | 吉隆坡、亚庇、古晋 |
| 新加坡货运航空（SQ）                 | 新加坡、曼谷/素万那普 |
| 伊朗航空（IR）                       | 德黑兰/伊玛目·霍梅尼 |
| 阿联酋航空（EK）                     | 喀布尔、迪拜 |
| 阿提哈德航空（EY）                   | 德里、金奈、孟买、阿布扎比 |
| 沙特阿拉伯航空（SV）                 | 曼谷-素万那普、利雅得、吉达 |
| 土耳其航空（TK）                     | 阿拉木图、比什凯克、伊斯坦布尔/阿塔蒂尔克 |
| MNG航空（MB）                        | 阿拉木图、伊斯坦布尔/阿塔蒂尔克 |
| 丝绸之路航空（7L）                   | 巴库 |
| 澳洲航空（QF）（由亚特拉斯航空运营） | 曼谷/素万那普、悉尼、安克雷奇、纽约/肯尼迪、芝加哥/奥黑尔、重庆 |
| 美国南方航空（9S）                   | 安克雷奇、芝加哥/奥黑尔 |
| 亚特拉斯航空（5Y）                   | 迪拜、安克雷奇、郑州 |
| 博立货运航空（PO）                   | 东京/成田、名古屋/中部、首尔/仁川、安克雷奇、洛杉矶、辛辛那提 |
| 联邦快递航空（FX）                   | 东京/成田、大阪/关西、德里、迪拜、安克雷奇、孟菲斯、北京、广州 |
| 联合包裹服务航空（5X）               | 东京/成田、大阪/关西、首尔/仁川、安克雷奇、路易斯维尔 |
| 英国航空（BA）                       | 金奈、迪拜、达曼、伦敦/斯坦斯特德、法兰克福 |
| 汉莎货运航空（LH）                   | 首尔/仁川、法兰克福、克拉斯诺亚尔斯克 |
| 逻辑航空（3S）                       | 法兰克福、莱比锡 |
| ASL比利时航空（3V）                  | 新加坡、列日、重庆 |
| 卢森堡货运航空（CV）                 | 卢森堡 |
| 俄罗斯航空（SU）                     | 莫斯科/谢列梅捷沃、新西伯利亚 |
| 空桥货运航空（RU）                   | 莫斯科/多莫杰多沃、莫斯科/谢列梅捷沃、索契、叶卡捷琳堡 |

## 統計
请参阅源Wikidata查询.
|      | 客運量     | 百分比改變 | 起降架次 | 貨運量 (噸) |
| ---- | ---------- | ---------- | -------- | ----------- |
| 2006 | 26,788,586 |            | 231,994  | －          |
| 2007 | 28,920,432 | ▲08.0%     | 253,532  | 2,559,098.2 |
| 2008 | 28,235,691 | ▼02.4%     | 265,735  | 2,603,027   |
| 2009 | 31,921,009 | ▲013.1%    | 287,916  | 2,543,393.6 |
| 2010 | 40,578,621 | ▲027.1%    | 332,126  | 3,228,080.8 |
| 2011 | 41,447,730 | ▲02.1%     | 344,086  | 3,085,267.7 |
| 2012 | 44,880,164 | ▲08.3%     | 361,720  | 2,938,156.9 |
| 2013 | 47,189,849 | ▲05.1%     | 371,190  | 2,928,527   |
| 2014 | 51,687,894 | ▲09.5%     | 402,105  | 3,181,654   |
| 2015 | 60,098,073 | ▲016.3%    | 449,171  | 3,275,231.1 |
| 2016 | 66,002,414 | ▲09.8%     | 479,902  | 3,440,279.7 |
| 2017 | 70,001,237 | ▲06.1%     | 496,774  | 3,824,279.9 |
| 2018 | 74,006,331 | ▲05.7%     | 504,794  | 3,768,572.6 |
| 2019 | 76,153,455 | ▲02.9%     | 581,848  | 3,634,230.3 |
| 2020 | 30,476,531 | ▼059.9%    | 325,678  | 3,686,627.1 |
| 2021 | 32,206,814 | ▲05.6%     | 349,524  | 3,982,616.4 |
| 2022 | 14,178,385 | ▼056.0%    | 204,378  | 3,117,215.6 |
| 2023 | 54,476,397 | ▲0284.2%   | 433,867  | 3,440,084.3 |
| 2024 | 76,787,039 | ▲041%      | 528,074  | 3,778,331.0 |

## 事件

### 重大事故

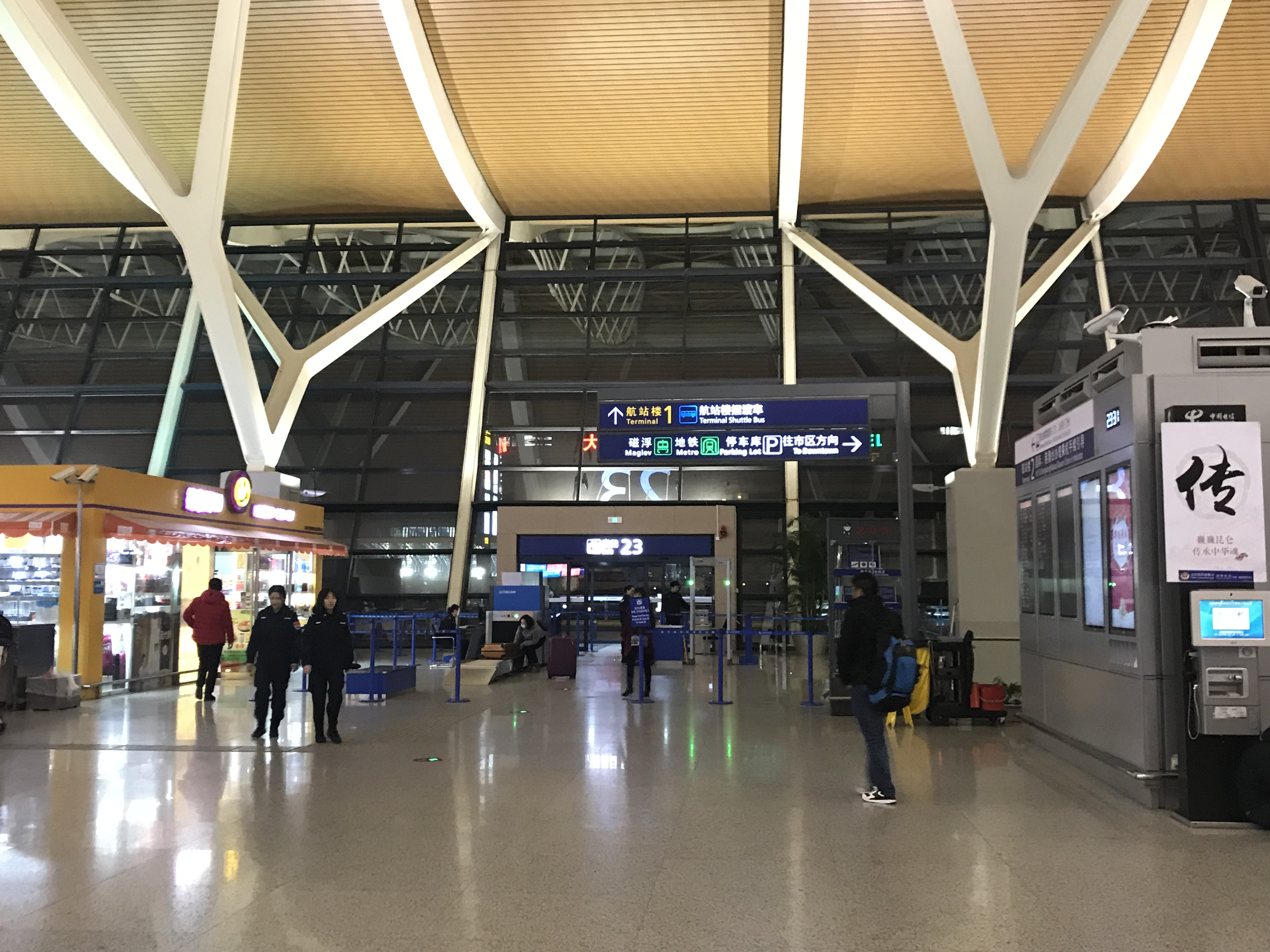
T2入口的防爆检测处

- 2003年1月23日，法国航空公司由巴黎夏尔·戴高乐机场飞至上海浦东国际机场的AF112次航班在放下起落架准备降落时，有两名躲藏在行李舱内的土耳其人从起落架处跌落，分别从空中坠落至南汇境内一处民居灶房间和旁边的一个小桔园内[86]。国际刑警在事发后介入调查，发现两名土耳其籍死者皆为飞行爱好者，曾有多次藏匿在飞机行李舱偷搭飞机并偷渡的纪录，两人很可能死于高空缺氧寒冷[87][88][89]。
- 2009年11月28日，浦东国际机场发生启用10年来首宗空难，一津巴布韦籍艾维特航空（Avient Aviation）、航班号为SMJ324的MD-11货机在执行自上海浦东国际机场飞往吉尔吉斯斯坦比什凯克的飞行任务时，机尾擦地后冲出跑道坠毁并瞬间起火爆炸。造成机上7名机组人员中有3人死亡、4人受伤（其中1人重伤、3人轻伤）。
- 2016年5月26日，一名16岁的四川少年徐某翻越浦东机场围界进入控制区，并偷偷潜入一架阿联酋航空EK303班机的货舱飞抵迪拜，该事件也称为“5·26”非法入侵控制区事件。徐某也于5月28日被移交迪拜检察院受审。6月15日，中国民用航空局就该事件约见上海机场集团负责人，决定对浦东机场进行专项空防安全评估，期间浦东机场停止受理国内加班、包机和新增航线航班申请，还将依法对上海国际机场股份有限公司进行行政处罚[90]。7月14日，民航华东地区管理局向上海机场集团开出《民用航空行政处罚决定书》，对上海机场集团处以8万元人民币的罚款[91]。
- 2016年6月12日14时20分，浦东机场2号航站楼C岛值机区发生爆炸事件。一名男子在值机柜台引爆用啤酒瓶自制的爆炸物后割伤自己颈部。事件共导致4名旅客受伤，未造成严重破坏[92][93]。之后，机场安检进行了全面升级，多名武警、特警和警犬均到场戒备并对旅客所托运及随身携带的行李进行更高级别的安全检查[94]，旅客进入机场值机前都需要进行防爆检测[95]。
- 2016年12月8日19时27分左右，美国达美航空一架执行DL295航班的班机在浦东机场未按空管指令穿越跑道，在空管部门发现后及时处置，指挥准备起飞的飞机原地等待。事件未造成飞行冲突，航班运行也未受到影响。事发后，民航华东地区管理局按规章要求对该事件进行了调查，已督促达美航空进一步加强安全管理[96]。
- 2018年11月13日上午，美国达美航空一架执行上海-底特律的DL582航班的空中客车A350客机在浦东机场起飞时，观察到跑道末端有一架日本航空的波音787客机（當時執行東京成田至上海浦東的JL873航班）正在穿越跑道，随即中断起飞。未造成事故。随后消防车赶往现场对紧急刹停的客机轮胎进行降温，当日前往底特律的航班取消，涉事客机则被更换两个轮胎[97][98]。
- 2020年7月22日15时57分，机场内一埃塞俄比亚航空波音777-200F型货机（注册编号为ET-ARH，于2014年10月从波音工厂全新购买的货运飞机。该飞机自上次飞行以来，拥有优良的维护日志。）发生火灾[99]，从目击者传出的视频看机身顶部已被烧穿，共有18辆消防车赶赴现场处置，下午17：01分火灾已经扑灭。根据埃塞俄比亚航空官方通告：大火严重损坏了飞机的上部结构，所幸无地面人员或飞行机组人员伤亡。在中国当局调查事件原因的同时，已从埃塞俄比亚首都亚的斯亚贝巴派遣了一个专家小组协助调查[100]。

### 管理争议
- 2019年12月7日，一新浪微博网友爆料称，一輛滬N牌照装满免税品的救護車在浦東機場違規接送乘客。消息传出后，上海市醫療急救中心表示該車不是上海院前急救系統救護車。当晚，上海机场集团表示，确认該急救車為浦東機場所屬的急救車，為浦東機場當班員工私自違規使用，機場方面將按照規定對當事人作出嚴肅處理[101][102]。12月10日，上海机场集团通报，对相关责任人员予以处分[103]。
- 上海市道路运输管理局于2024年1月29日宣布以维护春运期间交通秩序为由，禁止网约车在浦东机场区域揽客运营[104]。消息发布后引发大众哗然，这一政策被指保护出租车，冲击上海营商环境[105][106]。更有民众发现，一注册地位于浦东机场内的网约车平台仍能提供高价的接送车服务[107]。与之相对的是，广州、北京甚至同城的虹桥机场都在该禁令发布后出台便利网约车服务的措施[108]。最终在舆论压力下，上海市交通委在2月3日深夜宣布，恢复浦东机场区域的网约车服务[109]。

## 未来规划

### 四期扩建
为了应对机场客流量持续递增的局面，浦东机场将在既有航站楼之外再建一座面积达119万平方米的第三航站楼，选址位于南卫星厅南侧。第三座航站楼将通过机场捷运列车与南卫星厅连接，共享卫星厅的登机口资源，可为每年5000万人次旅客出行提供服务保障。预计到2030年，可满足浦东机场共1.3亿人次的年旅客吞吐量需求。同时，还将在附近新建新火车站上海东站，与浦东国际机场构成大型综合交通枢纽。整个四期扩建工程总投资近1000亿元人民币。第三航站楼预计2028年建成投用，上海东站预计2027年建成通车。
远期规划中，浦东机场将在既有航站区的东南方向预留第二航站区，采用填海造地建设的方式规划建设第六、第七、第八跑道和两座新航站楼。预计至2035年，浦东机场将成为拥有五座航站楼、8条跑道的世界级航空枢纽。
2024年11月20日，浦东机场四期扩建航站区主体工程开工。